# Trošenj
Trošenj ili Čučevo, srednjovjekovna utvrda na desnoj obali rijeke Krke, 5 km istočno od Kistanja i 15 km jugozapadno od Knina. Smještena je na klisuri nasuprot utvrdi Nečven koja je bila u vlasništvu Nelipića, uzvodno od Skradina i Visovca. Utvrda je bila u vlasništvu obitelji Šubića Bribirskih. Most preko rijeke Krke podno Nečvena i Trošenja spominje se sredinom 17. stoljeća kada je porušen.

## Karakteristike utvrde
Ostaci utvrde nalaze se na rubu litice koje se uzdiže okomito iz rijeke Krke. Radi se o manjoj utvrdi koja je bila dugačka i uska te trapezoidnog tlocrta, dimenzija 30 m x 22 m. Sastojala se od središnjeg dijela te manjeg utvrđenog dvorišta na južnoj, padajućoj strani utvrde. Od stambeno-reprezentativnog dijela na sjevernom dijelu, najbolje se sačuvala branič-kula, masivna građevina okrugla tlocrta, promjera 5 m. Na unutarnjim pročeljima kule vidljive su rupe od greda koje su nosile međukatne konstrukcije te se na osnovu toga može pretpostaviti da se radilo o peterokatnoj građevini. Kraj te kule nalazi se ostaci druge utvrđena građevine koja je imala podrumski prostor. U jugoistočnom dijelu predgrađa nalazr se ostaci trokatne pravokutne građevine, dimenzija 10 m x 7 m, koja je vjerojatno bila palas. Uz utvrdu se nekoć nalazilo naselje s crkvom koje je poslije u potpunosti porušeno.

## Povijest utvrde
Utvrdu su sagradili Šubići najkasnije početkom 15. stoljeća, a služila je, zajedno s Nečven na suprotnoj strani obale, za kontrolu prijelaza preko rijeke Krke. Prvi put se spominje u izvorima 1437. godine, a u posjedu je kenzova bribirskih do 1522. godine, kada su je osvojile Osmanlije i pretvorile u vlastitu vojnu utvrdu. Bila je pod osmanskom vlašću do 1648. godine, kada su je, za vrijeme Kandijskog rata, oslobodile mletačke snage pod zapovjedništvom mletačkog generala Leonarda Foscola. Pri povlačenju mletačkih postrojbi pred nadirućim Osmanlijama, utvrda je bila zapaljena te nije više bila obnovljena.

## Vanjske poveznice
- Čučevo – Hrvatska enciklopedija (1941.-1945.)
- Trošenj (Čučevo) – npkrka.hr